# Estación Doce de Octubre
A Estación Doce de Octubre, ou Estação Doze de Outubro (em português), é uma estação de metrô localizada na rua Doutor Tolosa Latour, perto do hospital de mesmo nome, no bairro do distrito de Usera Almendrales em Madrid, na Espanha. É parte da rede de trens urbanos C-5. de Madrid.

## Situação ferroviária
Está localizado no quilômetro 4,5 da linha ferroviária 920 da rede ferroviária espanhola entre Móstoles-El Soto e Parla.

## A estação
Foi encomendada em 1989 para atender o Hospital Doce de Octubro. Abriu no início de 1970.

## Serviços ferroviários

### Ambiente
A estação é parte da rede de trens urbanos C-5 de Madrid.